# Giv'at Miš'ol
Giv'at Miš'ol (hebrejsky: גבעת משעול) je vrch o nadmořské výšce 206 metrů v severním Izraeli.
Leží na severovýchodním okraji vysočiny Ramat Menaše, nedaleko od okraje zemědělsky využívaného Jizre'elského údolí, cca 23 kilometrů jihovýchodně od centra Haify a cca 1,5 kilometru jihozápadně od vesnice ha-Zorea. Má podobu výrazného návrší se zalesněnými svahy, které na východ a sever odtud přecházejí do rozsáhlého lesního komplexu. Na východní straně terén klesá do údolí vádí Nachal ha-Šofet s pramenem Ejn Miš'ol (עין משעול), na jehož protější straně se zvedá hora Har Gachar. Podél severního úpatí kopce přitéká do Nachal ha-Šofet vádí Nachal Sanin. U něho leží pramen Ejn Sanin (עין שנין). Severně odtud se zvedá vrch Tel Kira. Na západě a jihozápadě začíná mírně zvlněná a převážně odlesněná krajina vlastní náhorní plošiny Ramat Menaše s vesnicí Ejn ha-Emek. Na severozápadní straně kopce leží město Jokne'am.